# RimWorld
RimWorld — научно-фантастическая компьютерная игра в жанре симулятора строительства и управления, разработанная и изданная независимой канадской студией Ludeon Studios. Игра находилась в раннем доступе с 2013 года, а выпуск состоялся 17 октября 2018 года.
Действие происходит на неизвестной обитаемой планете. Цель игры состоит в том, чтобы построить в предоставленных условиях колонию и выжить для того, чтобы построить корабль и улететь, закончив таким образом игру. Игра характеризуется глубиной симуляции, разнообразием игровых механик, наличием процедурной генерации игрового мира и сюжета, технологического развития. В RimWorld имеется поддержка модификаций.
Игровая пресса в своей реакции на выход RimWorld отметила разнообразие игрового процесса, глубину симуляции, кривую обучения[уточнить] и порог вхождения. Сдержанных отзывов удостоилась графика, некоторые нарекания были высказаны по интерфейсу пользователя и звуковому оформлению.

## Игровой процесс

Режим глобального обзора игрового мира в RimWorld: видны поселения (мирные и враждебные), дороги между ними, различные типы местности, реки и так далее. Игрок выбрал место на равнине, и показаны соответствующие характеристики

На старте игры RimWorld предлагает процедурно сгенерировать игровой мир, представляющий собой планету, поверхность которой является шестиугольной картой, где расположены материки, океаны, острова, реки, поселения и другие объекты. Перед генерацией есть возможность настроить ряд параметров создаваемого мира, а после генерации игрок выбирает место (одну клетку), где начнутся игровые события. До них игрок может выбрать один из игровых сценариев (аварийная посадка, потерянное племя и другие), которые определяют начальные условия. Например, после аварийной посадки выживают три персонажа, а на местности разбросаны обломки корабля. Дополнительно игрок на старте выбирает рассказчика, определяющего динамику процедурно-генерируемых событий во время игры. Это задаёт зависимость жесткости событий от времени (например, может быть нарастающая сложность), а также периодизацию между негативными событиями для возможности восстановления. В начальные настройки входит уровень сложности, включение/отключение сохранения, параметры планеты, выбор колонистов и тому подобное.
Выбранное место определяет климатические условия и то множество объектов, которые могут на нём находиться. Если это равнина или умеренный лес, то здесь будет более мягкий климат по сравнению с пустынями и тундрой, и таким образом поселенцам будет проще защищаться от холода или уберегаться от жары. Выбранное место может находиться рядом c поселениями жителей планеты, на дорогах, возле океана и так далее. Это определяет внешние события — вероятности прохождения караванов, нападения пиратов и тому подобное.
Поселенцы характеризуются различными навыками и способностями к их развитию. Это умения дальнего и ближнего боя, строительства, медицинские навыки и другие. Каждое из свойств может либо отсутствовать, либо характеризоваться некоторым числом, определяющим эффективность той или иной деятельности. Помимо этого, для каждой способности имеется такая характеристика, как «интерес» — чем оно больше, тем быстрее персонаж учится в соответствующей области. У каждого из персонажей имеется своя биография, в основном определяемая двумя периодами — детство и зрелость. Для каждого из периодов генерируется характеристика, например, если в детстве поселенец был «пугливым ребёнком», то ему становится недоступной способность охотиться, но при этом повышаются характеристики кулинарии и медицины, так как он «привык заботиться о себе». Так, эти характеристики определяют начальные условия, в которые также входит возраст персонажа и черты характера. Последние являются отдельными характеристиками, дополнительно определяющими особенности персонажа. Например, черта «хорошая память» приводит к тому, что персонаж медленнее теряет те навыки, которые не применяет.

Игровой процесс во время жизни колонии: поселенцы построили внутри горных пород комнату, ограничив её стенами, и организовали склад. Персонаж Jaime трапезничает за столом, его друг Turtle восстанавливается в кровати после ранений, в меню показано его состояние

В RimWorld в начале игры и в последующем важны социальные отношения персонажей. Например, поселенцы могут оказаться родственниками, и это позитивно скажется на их настроении или способности что-либо делать. Во время игры это проявляется в различных игровых механиках. Например, если два персонажа вместе работают в пещере, то они это могут делать более эффективно, и с большей вероятностью подружиться. Между поселенцами могут начаться личные отношения в соответствии с их сексуальной ориентацией, что непосредственным образом отражается на игровом процессе. Отношения могут быть и с питомцами — например, влияние оказывает прирученная собака, а её потеря приводит к подавленному состоянию поселенца.
Боевая система включает в себя ближний и дальний бой, для каждого из которых имеются разные навыки и оружие. Сама система упрощена — игрок может давать персонажам предметы указывать цели для атаки, но персонаж определяет сам большинство действий: выбор укрытия, момент выстрела и так далее. RimWorld имеет развитую систему здоровья: поселенцы могут иметь ранения разной степени тяжести на различные части тела, имеются разные способы лечения (другим персонажем, разными медикаментами и другие). Помимо ранений есть множество болезней (атеросклероз, заражения от ран, тепловой удар и другие). В зависимости от проблем со здоровьем у персонажа снижаются возможности и меняется состояние. Вместе с тем, каждый из персонажей находится в неком возрасте, и чем он старше, тем более вероятны проявления тех или иных проблем со здоровьем.
В игре происходят случайные события исходя из генерации сюжета. Это могут быть взбесившиеся звери (от которых нужно защищаться), пожары, мимо проходящие караваны (возможна торговля), атака других враждебных жителей планеты и другие. Число поселенцев может измениться в обе стороны. Например, в поселение может попроситься убегающий от пиратов персонаж, и если его принять, то придётся принимать враждебную атаку, во время которой могут погибнуть жители. Другим примером является обнаружение упавшей космической капсулы с раненым, которого можно попытаться спасти, а после выздоровления попробовать уговорить остаться.
Важной составляющей является моральное состояние жителей поселения. На это влияет множество факторов: отсутствие крыши над головой, еда не за столом, недостаток отдыха, ссора с другом, наличие развлечений, влияние личных предпочтений и другие. Данные элементы связаны с другими аспектами игры. Например, после атаки поселения тела врагов лучше захоронить, так как разлагающийся вид портит атмосферу в колонии. Плохое состояние может вести к нервным срывам, и поселенцы начинают вести себя по-другому. Например, персонаж может пойти в лес снимать стресс стрельбой и устроить пожар.

## Разработка и выпуск
В октябре 2013 года игра была завлена на платформе Kickstarter с изначальной целью 20000 CA$, которая была выполнена на вторые сутки, когда проект собрал уже 32000 CA$. За все время пребывания на платформе игра была профинансирована суммой 268132 CA$.
RimWorld стала доступной в раннем доступе в 2013 году. Выпуск состоялся 17 октября 2018 года.

### Загружаемые дополнения
- Royalty — февраль 2020 года[6]
- Ideology — июль 2021 года[6][7]
- Biotech — октябрь 2022 года[8][9]
- Anomaly — апрель 2024 года[10]
- Odyssey — июль 2025 года[11]

## Оценки и мнения
| Иноязычные издания | Иноязычные издания |
| Издание            | Оценка             |
| ------------------ | ------------------ |
| PC Gamer (US)      | 74 %               |
| Strategy Gamer     | [ 2 ]              |
| GRYOnline.pl       | 9,5/10             |
| GameStar           | 85 %               |
| Hooked Gamers      | 10/10              |
| IGN Japan          | 9/10               |

Рецензент Rock, Paper, Shotgun отметил глубину симуляции, выражающуюся в разнообразии социальной составляющей, множестве характеристик персонажей, их историй. Журналист раскритиковал интерфейс игры, назвав его результатом школьного проекта по информатике. Но при этом отметил, что несмотря на то, что интерфейс плоский и коробочный, он делает свою работу как нужно — полностью описывает происходящие события и состояния объектов игрового мира. Но, тем не менее, по мнению обозревателя, интерфейс оставляет чувство того, что игра не закончена.
В статье Strategy Gamer отметили, что RimWorld за 5 лет раннего доступа преобразилась настолько, что изменения можно рассматривать как несколько разных игр. Основной частью, дающей игре увлекательность, критик назвал постепенный рост колонии, в которой поселенцы совершенствуются, осваиваются новые ресурсы, идёт борьба с внешними факторами, и этот процесс делает RimWorld уникальным и приятным занятием.
На GRYOnline заметили, что RimWorld даёт чувство постепенного непрерывного прогресса, когда игрок осваивает новые и новые механики, и это создает желание вернуться ещё раз. Журналист сообщил, что игра решила одну из главных проблем подобных игр (таких, как Dwarf Fortress) — это снижение порога входа. Графика была признана приемлемой, но более негативных отзывов заслужило звуковое оформление, и обозреватель выразил пожелание добавить саундтреков, так как при длительной игре существующих недостаточно. Критиком были замечены некоторые проблемы искусственного интеллекта, из-за которых управление поселенцами затруднялось.